# Xian de Hua (Shaanxi)
Pour les articles homonymes, voir Hua.
Le xian de Hua (华县 ; pinyin : Huà Xiàn) est un district administratif de la province du Shaanxi en Chine. Il est placé sous la juridiction de la ville-préfecture de Weinan.

## Démographie
La population du district était de 342 141 habitants en 1999.